# Dravertit
Dravertit (IMA-Symbol Dra) ist ein sehr selten vorkommendes Mineral aus der Mineralklasse der „Sulfate (einschließlich Selenate, Tellurate, Chromate, Molybdate und Wolframate)“ mit der chemischen Zusammensetzung CuMg(SO4)2 und damit chemisch gesehen ein Kupfer-Magnesium-Sulfat.
Dravertit kristallisiert im monoklinen Kristallsystem, konnte bisher jedoch nur in Form von mehrere Quadratzentimeter großen und bis zu einem Zentimeter dicken, sphärolithischen Krusten auf Basaltschlacken entdeckt werden, die von 0,08 mm großen, groben Kristallen mit einer rauen Oberfläche gebildet werden. In reiner Form ist Dravertit farblos und durchsichtig mit einem glasähnlichen Glanz auf den Oberflächen. Durch Fremdbeimengungen kann er eine hellblaue, grünlich getönte oder hellbraune Farbe annehmen. Seine Strichfarbe ist allerdings immer weiß.

## Etymologie und Geschichte
Entdeckt wurde Dravertit (russisch Дравертит) erstmals an der Fumarole Arsenatnaja (übersetzt „Arsenat-Fumarole“) am zweiten Schlackenkegel des Vulkans Tolbatschik auf der Halbinsel Kamtschatka im Fernen Osten Russlands. Analysiert und erstbeschrieben wurde das Mineral durch Igor V. Pekov, Natalia V. Zubkova, Atali A. Agakhanov, Vasiliy O. Yapaskurt, Nikita V. Chukanov, Dmitry I. Belakovskiy, Evgeny G. Sidorov und Dmitry Y. Pushcharovsky. Benannt wurde das Mineral nach dem Mineralogen, Geologen, Dichter und Science-Fiction-Autor Pjotr Ljudowikowitsch Drawert (englisch Petr Lyudovikovich Dravert, russisch Пётр Людо́викович Дра́верт; 1879–1945), um dessen bedeutende Beiträge zur Mineralogie Sibiriens und zur Erforschung der sibirischen Mineralvorkommens zu ehren.
Das Mineralogenteam sandte seine Untersuchungsergebnisse und den gewählten Namen 2014 zur Prüfung an die International Mineralogical Association (interne Eingangsnummer der IMA: 2014-104), die den Dravertit als eigenständige Mineralart anerkannte. Bestätigt wurde dies im Folgejahr durch im Newsletter 25 der IMA/CNMNC. Die ausführliche Erstbeschreibung wurde 2017 im Fachmagazin European Journal of Mineralogy veröffentlicht.
Das Typmaterial des Minerals wird im Mineralogisches Museum, benannt nach A. J. Fersman (FMM) unter der Inventarnummer 95001 oder 4674/1 aufbewahrt. Die seit 2021 ebenfalls von der IMA/CNMNC anerkannte Kurzbezeichnung (auch Mineral-Symbol) von Dravertit lautet „Dra“.

## Klassifikation
Da der Dravertit erst 2014 als eigenständiges Mineral anerkannt wurde, ist er weder in der veralteten 8. Auflage noch in der von der IMA zuletzt 2009 aktualisierten 9. Auflage der Mineralsystematik nach Strunz verzeichnet. Auch die vorwiegend im englischen Sprachraum gebräuchliche Systematik der Minerale nach Dana kennt den Dravertit noch nicht.
In der zuletzt 2018 überarbeiteten Lapis-Systematik nach Stefan Weiß, die formal auf der alten Systematik von Karl Hugo Strunz in der 8. Auflage basiert, erhielt das Mineral die System- und Mineralnummer VI/A.01-030. Dies entspricht der Klasse der „Sulfate, Chromate, Molybdate und Wolframate“ und dort der Abteilung „Wasserfreie Sulfate [SO4]2−, ohne fremde Anionen“, wo Dravertit zusammen mit Chalkocyanit, Hermannjahnit, Saranchinait und Zinkosit eine unbenannte Gruppe mit der Systemnummer VI/A.01 bildet.
Die von der Mineraldatenbank „Mindat.org“ weitergeführte Strunz-Klassifikation ordnet den Dravertit wie die Lapis-Systematik in die Abteilung der „Sulfate (Selenate usw.) ohne zusätzliche Anionen, ohne H2O“ (englisch Sulfates (selenates, etc.) without additional anions, without H2O) ein. Diese ist weiter unterteilt nach der relativen Größe der beteiligten Kationen. Das Mineral ist hier entsprechend seiner Zusammensetzung in der Unterabteilung „Mit mittelgroßen Kationen“ (englisch With medium-sized cations) mit der Systemnummer 7.AB. zu finden. Eine weitergehende Einordnung in eine bestimmte Gruppe verwandter Minerale wurde bisher nicht vorgenommen (vergleiche dazu auch gleichnamige Unterabteilung in der Klassifikation nach Strunz (9. Auflage)).

## Chemismus
In der idealen, stoffreinen Zusammensetzung von Dravertit (CuMg(SO4)2) besteht das Mineral im Verhältnis aus je einem Teil Kupfer (Cu) und Magnesium (Mg) sowie 2 Teilen Schwefel (S) und 8 Teilen Sauerstoff (O) pro Elementarzelle. Dies entspricht einem Massenanteil (Gewichtsprozent) von 22,70 Gew.-% Cu, 8,68 Gew.-% Mg, 22,90 Gew.-% S und 45,72 Gew.-% O oder in der Oxidform 28,42 Gew.-% Kupfer(II)-oxid (CuO), 14,39 Gew.-% Magnesiumoxid (MgO) und 57,19 Gew.-% Schwefeltrioxid (SO3).
Bei natürlichen Dravertiten können diese Werte je nach Bildungsbedingungen (Druck, Temperatur, Stofftransport) geringfügig abweichen und auch Fremdbeimengungen enthalten sein. So ergab die Analyse, bestehend aus 7 Messungen mit der Elektronenmikrosonde am Typmaterial vom zweiten Schlackenkegel des Tolbatschik, eine durchschnittliche Zusammensetzung von 31,18 Gew.-% CuO (27,89–34,80), 11,00 Gew.-% MgO (8,59–13,71) und 54,76 Gew.-% SO3 (53,43–55,90) sowie zusätzliche Beimengungen von 2,62 Gew.-% Zinkoxid (ZnO; 2,12–3,08) und 0,16 Gew.-% Mangan(II)-oxid (MnO; 0,13–0,18). Basierend auf 8 Sauerstoffatomen ergab sich daraus die empirische Formel Mg0,79Mn0,01Cu1,14Zn0,09S1,99O8, die zur eingangs genannten Formel idealisiert wurde.

## Kristallstruktur
Dravertit kristallisiert in der monoklinen Raumgruppe P21/n (Raumgruppen-Nr. 14, Stellung 2) mit den Gitterparametern a = 4,8141(3) Å; b = 8,4443(5) Å; c = 6,7731(4) Å und β = 94,598(5)° sowie zwei Formeleinheiten pro Elementarzelle.

## Eigenschaften
Das Mineral ist wasserlöslich und hygroskopisch, das heißt ist in der Lage Feuchtigkeit aus der Umgebung zu binden.

## Bildung und Fundorte
An seiner Typlokalität an der Fumarole Arsenatnaja (360–370 °C) setzte sich Dravertit durch Resublimierung auf den durch Fumarolengase veränderten Basaltschlacken ab. In enger Paragenese traten hier Anglesit, Anhydrit, Dolerophanit, Euchlorin, Fedotovit, Hämatit, Langbeinit, Steklit, Tenorit und Wulffit auf.
An der nahe gelegenen Fumarole Jadowitaja („Die Giftige“; 290–300 °C) fand er sich als eines der jüngsten Sulfatsublimate zudem vergesellschaftet mit Alumoklyuchevskit, Chalkocyanit, Cupromolybdit, Dolerophanit, Euchlorin, Hämatit, Kryptochalcit, Parawulffit, Piypit, Steklit, Tenorit, Vergasovait, Yaroshevskit und Ziesit.
Außer an den genannten Fumarolen am Tolbatschik auf Kamtschatka konnte das Mineral bisher nur noch in Mineralproben vom Vesuv in der italienischen Region Kampanien entdeckt werden (Stand 2025).